# 模拟集成电路
類比積體電路，指由电容、电阻、晶体管等组成的模拟电路集成在一起用来处理模拟信号的集成电路。
模拟集成电路有许多种类，如运算放大器、模拟乘法器、锁相环、电源管理芯片等。模拟集成电路的主要构成部分有放大器、滤波器、反馈电路、基准源电路、开关电容电路等。
模拟集成电路设计主要是通过有经验的设计师进行手动的电路调试，模拟而得到，与此相对应的数字集成电路设计大部分是通过使用硬件描述语言在电子设计自动化（EDA）软件的辅助下下自动完成设计、逻辑综合、布局、布线以及版图生成。